# Граф де Косентайна

Герб муниципалитета Косентайна, провинция Аликанте, автономное сообщество Валенсия

Граф де Косентайна — испанский дворянский титул. Он был создан в 1448 году королем Арагона, Неаполя и Сицилии Альфонсо V для губернатора Валенсии Химено Переса де Корельи (1400—1457), сеньора де Альбалат-де-ла-Ривера. В том же 1448 году король Арагона Альфонсо V Великодушный продал виллу Косентайна за 80 000 флоринов Химену Пересу де Корельи.
Название графского титула происходит от названия муниципалитета Косентайна, провинция Аликанте, автономное сообщество Валенсия.

## Список графов де Косентайна

### Дом Корелья
- 1448—1457: Химено Перес де Корелья (1400—1457), 1-й граф де Косентайна, сын Хуана Руиса де Корельи, 5-го сеньора де Корелья
- 1457—1478: Хуан де Корелья (? — 1478), 2-й граф де Косентайна, старший сын предыдущего и Беатрис Льянсоль де Романи
- 1478—1519: Хуан Руис де Корелья и Монкада (? — 1519), 3-й граф де Косентайна, старший сын предыдущего и Франсиски де Монкада
- 1519—1522: Родриго де Корелья и Монкада (? — 1522), 4-й граф де Косентайна, младший брат предыдущего
- 1522—1541: Гильен Руис де Корелья (? — 1541), 5-й граф де Косентайна, старший сын предыдущего и Анхелы Борха де Кастельверде
- 1541—1601: Химено Перес Руис де Корелья (? — 1601), 6-й граф де Косентайна, единственный сын предыдущего и Брианды де Мендосы
- 1601—1611: Гастон Руис де Корелья (? — 1611), 7-й граф Косентайна, сын Херонимо де Корельи, 4-го маркиза де Альменара, и Гиомар де Монкада
- 1611—1613: Гиомар де Корелья и Карденас (? — 1613), 8-я графиня де Косентайна, дочь предыдущего и Брианды де Карденас и Корелья.
- 1613—1623: Херонимо Руис де Корелья (1585—1623), 9-й граф де Косентайна, сын Херонимо де Корельи, 4-го маркиза де Альменара, и Гиомар де Монкада
- 1623—1648: Антония де Корелья и Давила (1619—1648), 10-я графиня де Косентайна, дочь предыдущего и Херонимы Давила и Манрике, 6-й маркизы де лас Навас (? — 1645).

### Дом Бенавидес
- 1648—1659: Педро де Бенавидес Давила и Корелья (1642—1659), 11-й граф де Косентайна, 2-й маркиз де Солера и 8-й маркиз де лас Навас, старший сын Диего де Бенавидеса и Базана, 8-го графа де Сантистебан-дель-Пуэрто (1607—1666), и Антонии де Корелья и Давила.
- 1659—1716: Франсиско де Бенавидес Давила и Корелья (ок. 1645—1716), 12-й граф де Косентайна, 9-й граф де Сантистебан-дель-Пуэрто, младший брат предыдущего.
- 1716—1748: Мануэль де Бенавидес и Арагон (1683—1748), 1-й герцог де Сантистебан-дель-Пуэрто, 13-й граф де Косентайна, сын предыдущего и Франсиски Хосефы де Арагон Фернандес де Кордова и Сандоваль (1647—1697).
- 1748—1782: Антонио де Бенавидес и де ла Куэва (1714—1782), 14-й граф де Косентайна, 2-й герцог де Сантистебан-дель-Пуэрто, 10-й граф дель-Кастельяр, единственный сын предыдущего и Анны Каталины де ла Куэва и Ариас де Сааведра, 9-й графини дель-Кастельяр (1684—1752)
- 1782—1805: Хоакина Мария де Бенавидес и Пачеко (1745—1805), 15-я графиня де Косентайна, 3-я герцогиня де Сантистебан-дель-Пуэрто, старшая дочь предыдущего и Марии де ла Портерии Пачеко Тельес-Хирон (1731—1754).

### Дом Фернандес де Кордова
- 1805—1840: Луис Хоакин Фернандес де Кордова и Бенавидес, 14-й герцог де Мединасели (1780—1840), 16-й граф де Косентайна, старший сын Луиса Марии Фернандесе де Кордовы и Гонзаги, 13-го герцога де Мединасели (1749—1806), и Хоакины Марии де Бенавидес и Пачеко, 3-й герцогини де Сантистебан-дель-Пуэрто (1746—1805)
- 1840—1873: Луис Томас Фернандес де Кордова и Понсе де Леон, 15-й герцог де Мединасели (1813—1873), 17-й граф де Косентайна, старший сын предыдущего и Марии де ла Консепсьон Понсе де Леон и Карвахаль (1783—1856)
- 1873—1879: Луис Мария Фернандес де Кордова и Перес де Баррадас, 16-й герцог де Мединасели (1851—1879), 18-й граф де Косентайна, старший сын предыдущего и Анхелы Аполонии Перес де Баррадас и Бернуй, 1-й герцогини де Дения и Тарифа (1827—1903)
- 1879—1956: Луис Хесус Фернандес де Кордова и Салаберт, 17-й герцог де Мединасели (1880—1956), 19-й граф де Косентайна, единственный сын предыдущего от второго брака с Касильдой Ремигией де Салаберт и Артеага, 9-й маркизой де ла Торресилья (1858—1936)
- 1956—2013: Виктория Евгения Фернандес де Кордова и Фернандес де Энестроса, 18-я герцогиня де Мединасели (1913—2013), 20-я графиня де Косентайна, старшая дочь предыдущего от первого брака с Анной Марией Фернандес де Энестроса и Гайосо де лос Кобос (1879—1938).
- 2018-н.в.: Виктория Елизавета де Гогенлоэ-Лангенбург и Шмидт-Полекс, 20-я герцогиня де Мединасели (род. 1997), 21-я графиня де Косентайна, дочь принца Марко Гогенлоэ-Лангенбурга, 19-го герцога де Мединасели (1962—2016), и Сандры Шмидт-Полекс (род. 1968), внучка принца Макса фон Гогенлоэ-Лангенбурга (1931—1994), и Анны Луизы де Медина и Фернандес де Кордовы, 13-й маркизы де Наваэрмоса и 9-й графини де Офалия (1940—2012), единственной дочери Виктории Евгении Фернандес де Кордовы, 18-й герцогини де Мединасели (1917—2013).